# Robert Joseph Allmen
Robert Joseph Allmen (ur. 1950) – amerykański duchowny, dominikanin, arcybiskup i prymas Reformowanego Kościoła Katolickiego w latach 2000–2004.

## Życiorys
Były duchowny rzymskokatolicki. Święcenia kapłańskie przyjął w 1976. Przez kilkanaście lat był księdzem w parafiach katolickich w Nowym Jorku i na Long Island. W 1994 wystąpił z Kościoła rzymskokatolickiego.
W 1995 przyjął sakrę biskupią z rąk biskupa Williama Dennisa Donovana i został biskupem Amerykańskiego Kościoła Katolickiego, którego program opierał się na teologii progresywnej. W 2000 wspólnie z innymi duchownymi: Michaelem LaBrekiem, Antoine'em Armbrusterem i Tomem Henkelem założył Reformowany Kościół Katolicki i został jego zwierzchnikiem. Pod jego kierownictwem Reformowany Kościół Katolicki był luźną federacją niewielkich liberalnych wspólnot chrześcijańskich. W 2004 opuścił struktury Reformowanego Kościoła Katolickiego. Jego następcą na stanowisku arcybiskupa Reformowanego Kościoła Katolickiego został biskup Phillip Zimmerman.